# Nogent – Le Perreux (stanice metra v Paříži)
Nogent – Le Perreux je plánovaná stanice pařížského metra, která bude součástí linky 15, a bude se nacházet v obci Le Perreux-sur-Marne v departementu Val-de-Marne. Má být otevřena do roku 2031 a nabídne spojení s linkou RER E přes nádraží Nogent-Le Perreux.